# 94,3 rs2
94,3 rs2 is een commerciële radio-omroep uit Berlijn en biedt voor de Berlijnse- en Brandenburgse radiomarkt een radioprogramma met popmuziek van de jaren 80 tot vandaag. 94,3 rs2 behoort voor 43% tot Regiocast.

## Geschiedenis
Als gevolg van de herstructurering van het omroeplandschap na de Wende en de hereniging van de beide Duitse staten ontstond 94,3 rs2 uit het voormalige tweede programma van de Rundfunk im amerikanischen Sektor (RIAS). Op 1 juni 1992 werd RIAS 2 geprivatiseerd en de opvolger nam daarbij de Berlijnse frequentie 94,3 MHz over. De zender werd na de privatisering door de voormalige NDR intendant Peter Schiwy, die ook een aandeel van 44% in het station bezat, geleid.
Vandaag de dag wordt het programma minder uitbundig geproduceerd dan in de West-Berlijnse tijden en het aantal medewerkers is duidelijk minder dan bij RIAS 2. Het station was met 161.000 luisteraars per uur in de Media Analyse 2011/II de op drie na best beluisterde omroep in de deelstaten Berlijn en Brandenburg.

## Studio
De huidige locatie van de 94,3 rs2 studio is in Berlin-Steglitz. De studio bevindt zich, samen met die van Berliner Rundfunk 91.4 en Kiss FM, in het winkelcentrum Das Schloss.

## Uitzendgebied en frequenties
Tot het zendgebied behoren de deelstaten Berlijn en Brandenburg.
| Locatie              | Frequentie |
| -------------------- | ---------- |
| Berlijn, Fernsehturm | 94,3       |
| Angermünde           | 107,3      |
| Frankfurt (Oder)     | 94,7       |
| Cottbus              | 95,6       |
| Forst                | 103,9      |
| Lübben               | 101,1      |
| Finsterwalde         | 96,7       |
| Spremberg            | 106,3      |
| Lauchhammer          | 91,3       |
| Berlijnse kabelnet   | 100,75     |